# گان برل سیتی (تگزاس)
گان برل سیتی، تگزاس(به انگلیسی: Gun Barrel City, Texas) شهری در ایالت تگزاس از ایالات جنوبی ایالات متحده آمریکا است.